# Schloss Kirchhofen
Das Schloss Kirchhofen auch Lazerus-von-Schwendi-Schloss genannt, steht in der Schlossstraße im nordöstlichen Teil Kirchhofens, einer Teilgemeinde der Gemeinde Ehrenkirchen am Rande des Markgräflerlandes im Landkreis Breisgau-Hochschwarzwald in Baden-Württemberg.
Eine erste Erwähnung der Wehranlage ist aus dem Jahre 1422. Es handelt sich um eine fast quadratische Anlage, die als Wasserburg angelegt war. Heute sind noch drei der vier Eckrundtürme erhalten, der vierte im Südwesten ist abgebrochen. Die Wassergräben sind zumindest an der westlich und nördliche Seite noch erkennbar. Ein  Teil der Anlage wird als Grundschule genutzt, andere Teile sind als Wohnungen, Vereins- und Museumsräume in Nutzung.
Das Schloss ist im Besitz der Gemeinde und es wird gegenwärtig (Stand 2023) an Konzepten gearbeitet, das Schloss zu erhalten und es zu einem Bürgertreffpunkt zu machen. Am 16. September 2022 hat sich ein Förderverein gegründet, um mit Veranstaltungen und Mitgliedsbeiträgen die Gemeinde beim Erhalt des Schlosses zu unterstützen. Zum 500-jährigen Bestehen von Ehrenkirchen wurde im Juli 2022 an drei Tagen ein historisches Schauspiel zum Leben und Wirken von Lazarus von Schwendi aufgeführt.

## Geschichte
Der erstmals 1422 erwähnte Bau wurde im Jahre 1500 zum Schloss umgebaut. Ein weiterer Ausbau erfolgte durch Lazarus von Schwendi nach 1572. Am 18. Juni 1633 wurde es im Dreißigjährigen Krieg durch schwedische Truppen verwüstet. In den Jahren 1740 und 1741 wurde ein neuer Dachstuhl errichtet und ein Gewölbekeller ergänzt. 1847/1848 wurde es zur Schule umgebaut und ab 1910 das Schulhaus erweitert. In den Jahren 1963/64 wurde ein flacher Anbau neu errichtet.

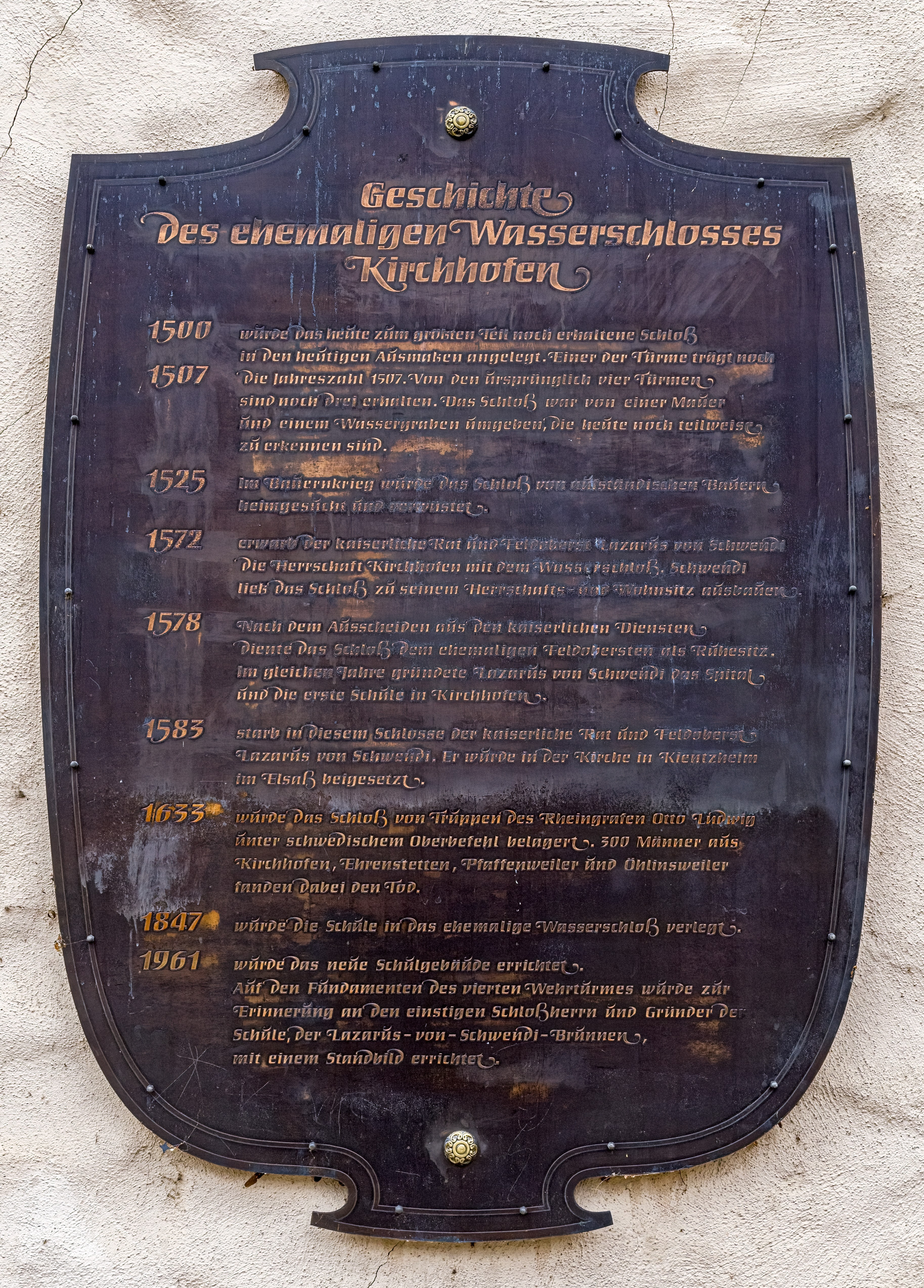
Geschichtstafel am Schloss
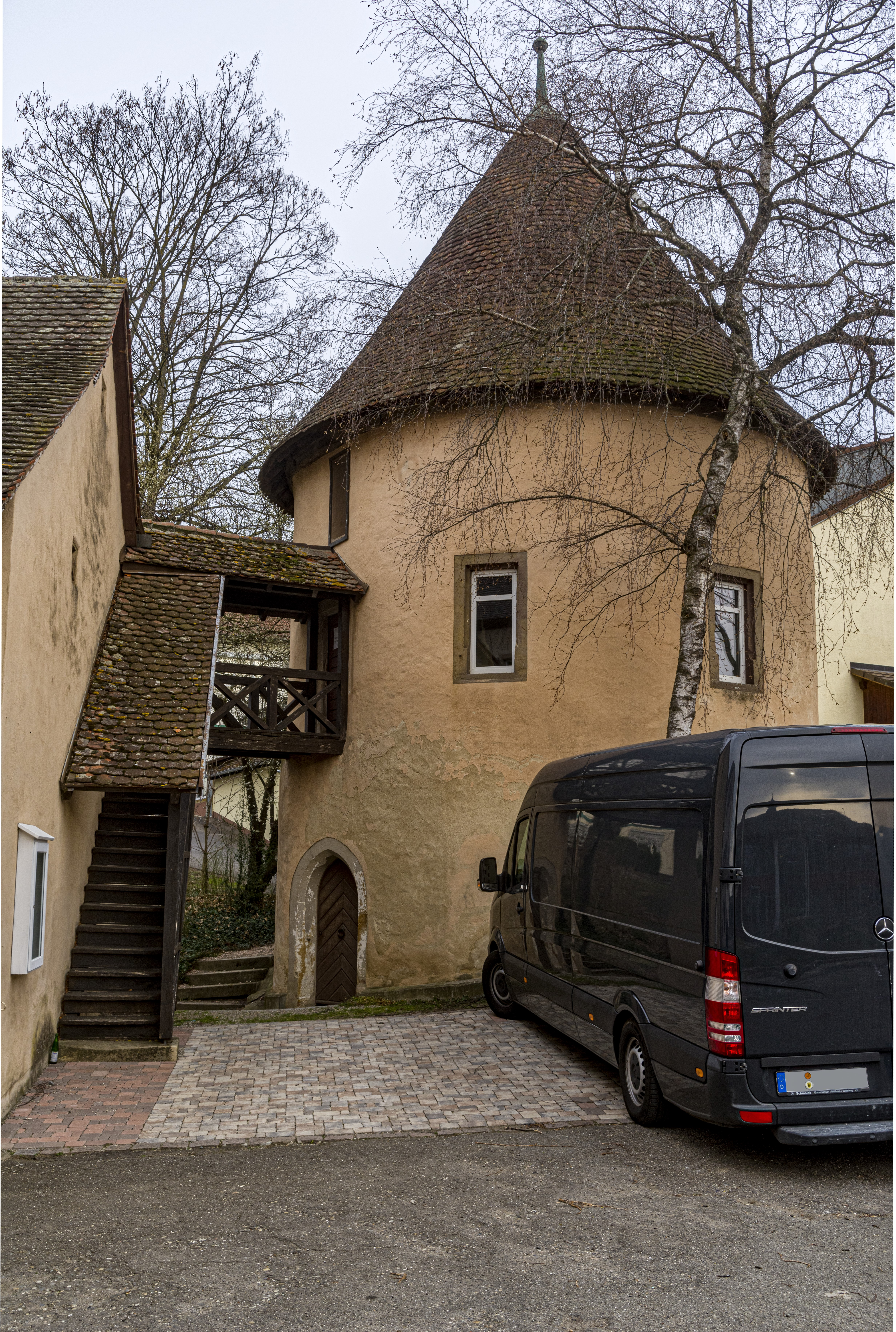
Nordwestlicher Turm
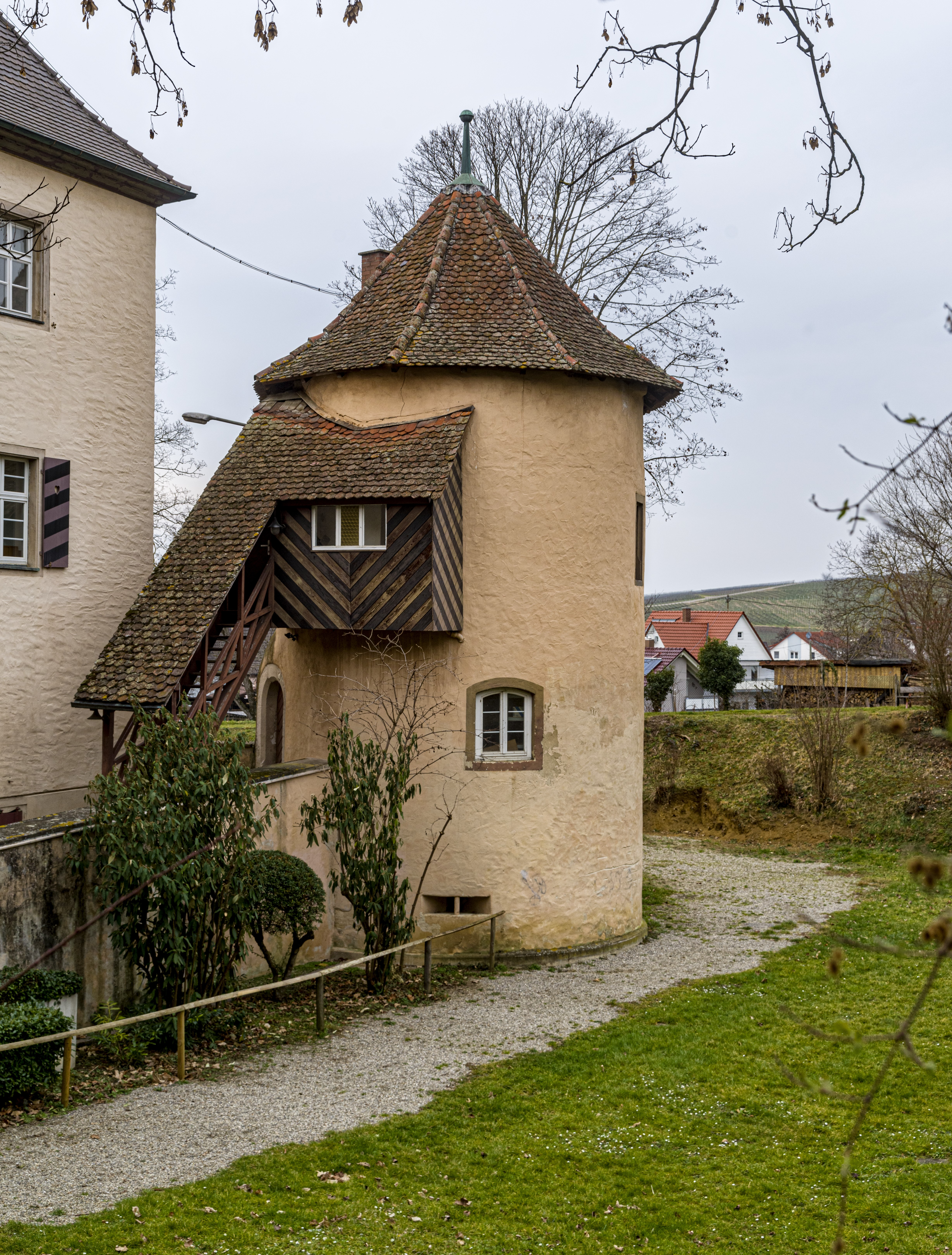
Nördlicher Wehrturm
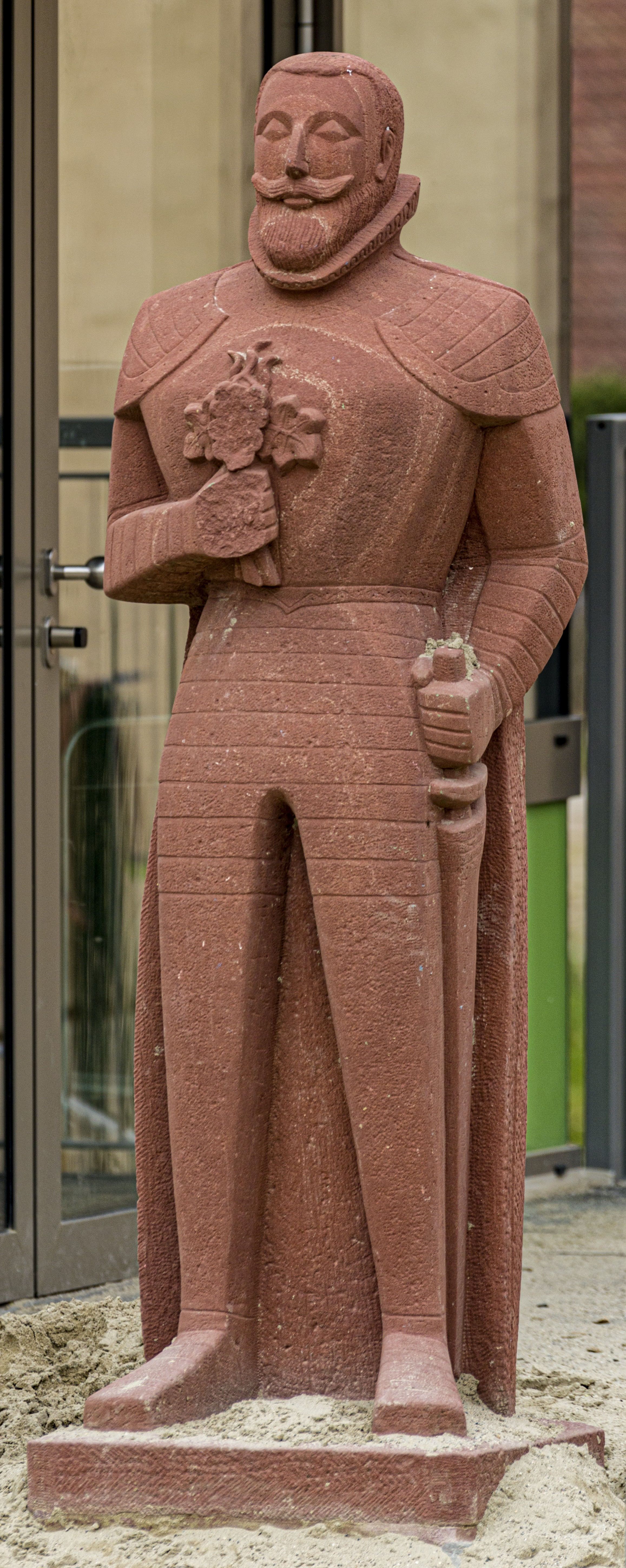
Statue von Schwendi an Stelle des vierten Turms, Bildhauer Rudolf Scheurer; aufgestellt 1961 zur Eröffnung der Lazarus-von-Schwendi Schule

## Besitzverhältnisse
Bis zum Jahre 1454 waren die Herren von Blumeneck Besitzer, ihnen folgte Freiherr Jakob von Staufen und diesem bis zum Jahre 1536 Claudius von Böcklinsau mit Gattin Magdalena zum Wigerdiesem, danach kaufte es Christoffel von Hattstatt. In den Jahren 1543 bis 1545 gehörte es der Stadt Freiburg, die es für 36000 Gulden an Franz Brenner von Gutenroth verkaufte. Diesem folgte im Jahre 1572/77 Lazarus von Schwendi, der dort im Jahre 1583 verstarb. Der Johanniterorden erwarb es 1599 und gab es 1607 an Vorderösterreich ab. 1628 erhielt es Hannibal von Schauenburg als Pfand und 1738 kaufte es das Kloster St. Blasien. Im Rahmen der Säkularisierung ging es 1806 an das Großherzogtum Baden. 1840 kauften es die Gemeinden Kirchhofen und Ehrenkirchen.

## Bau
Es handelt sich um einen zweiflügeligen Bau. Die Nord- und Westseite sind zu einem L angeordnet. Die Gebäude sind drei Vollgeschosse, im Westflügel besteht der hohe Keller aus dem Erd- und Untergeschoss.
Das Dach geht über das gesamte Bauwerk mit durchgehender Traufe. Das eingeschoßige Nebengebäude an der Ostseite hat ein Satteldach. Die zwei Türme im Norden und Südosten fallen durch ihre Maulscharten auf, dienten somit der Verteidigung und scheinen gleichzeitig errichtet worden zu sein. Der nordwestliche Turm – der höchste der drei noch bestehenden – hat keine Scharten und ist dünner in der Wandung, wurde also wahrscheinlich später errichtet. Die Reste des vierten Turm wurden beim Bau des Schulhauses 1961/62 gefunden; ob er als Wehrturm oder wie der nordwestliche später errichtet wurde, ist nicht bekannt. Er ist durch einen Brunnen sichtbar gemacht, an dem eine Sandsteinstatue des Lazarus von Schwendi steht. Ob es sich bei dem Bauwerk wirklich um ein Wasserschloss handelte, ist nicht gesichert, es gibt nur eine Quelle aus dem Jahre 1554 in der ein Wassergraben genannt wird, durch die Lage des Schlosses wäre ein ständig gefüllter Wassergraben und dessen Versorgung mit Wasser schwer zu realisieren.

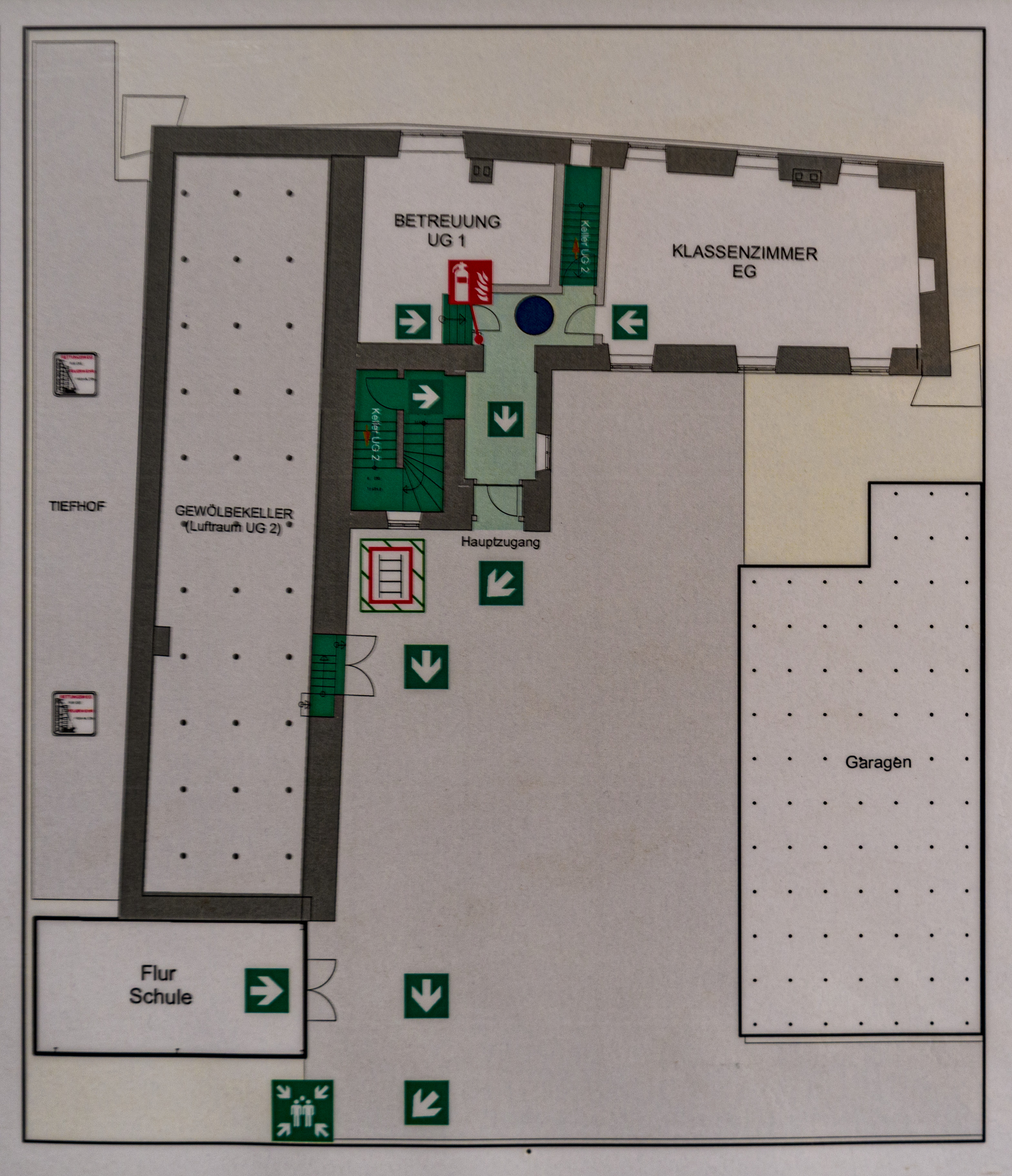
Grundriss Erdgeschoß
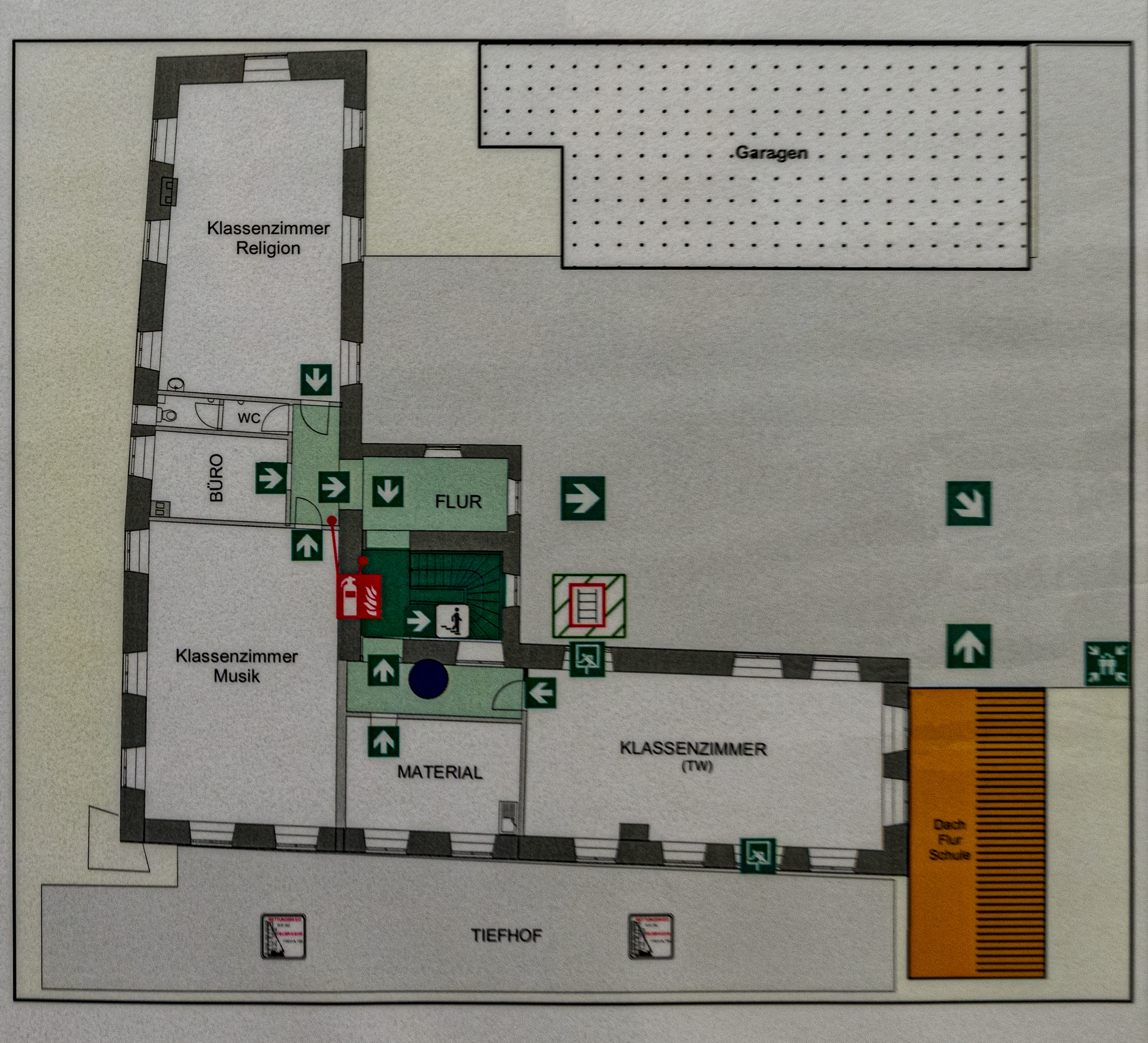
Grundriss 1. Etage
Ausstellungsraum in einem ehemaligen Klassenzimmer
Vorstellung von „Im Dienste von Kaiser und Reich“ im Religionszimmer
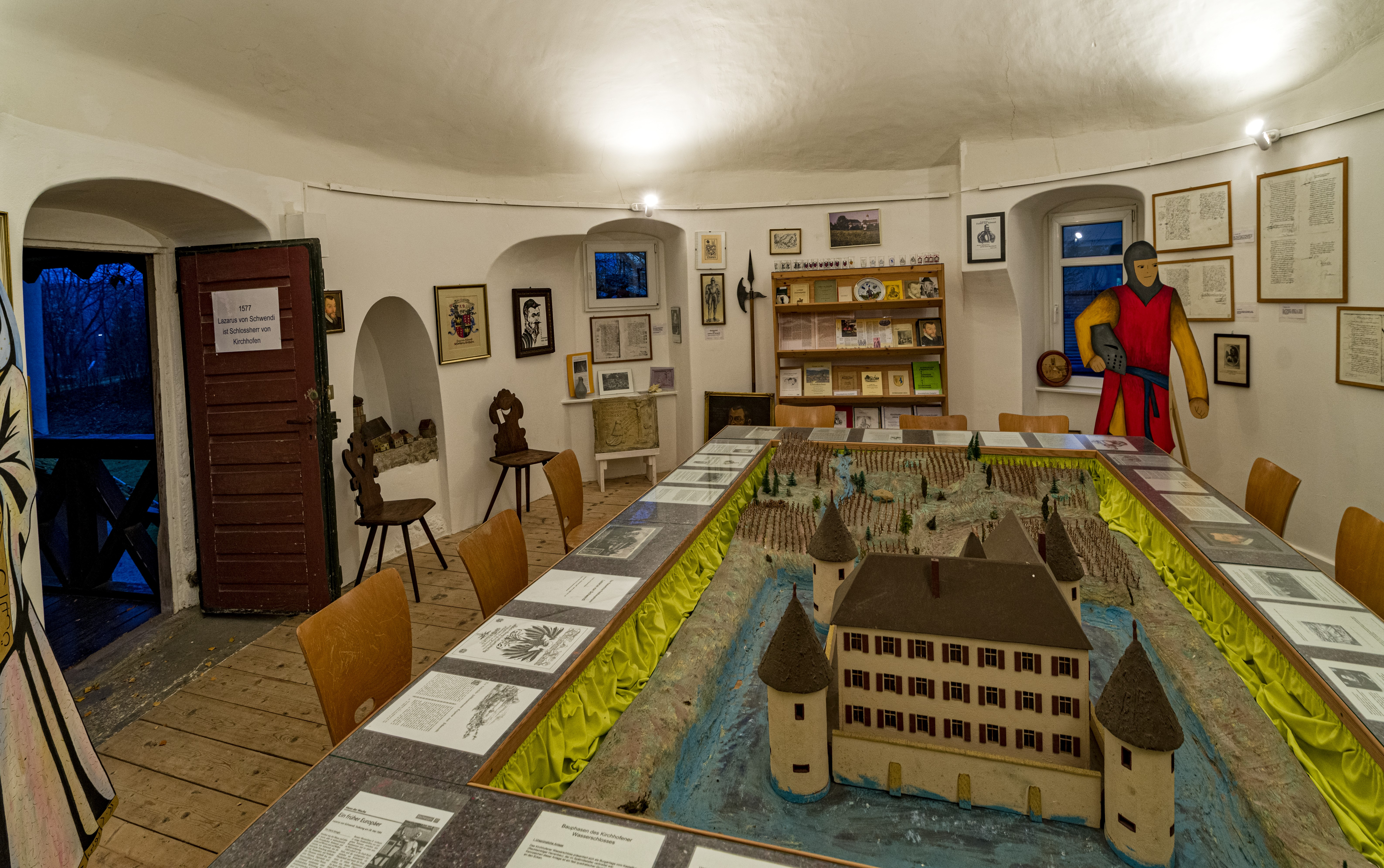
Turmzimmer im nordwestlichen Turm
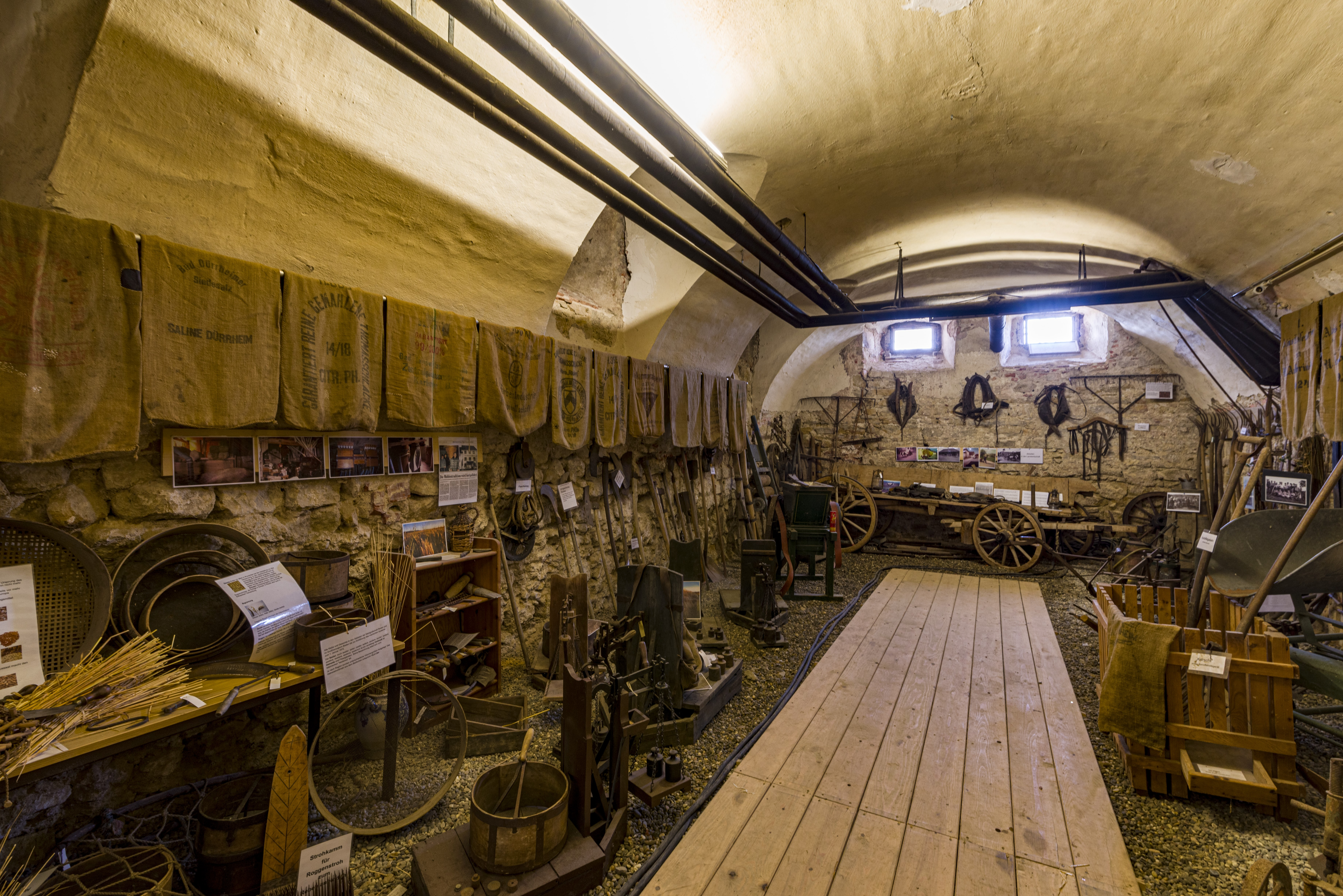
Der zweistöckige Gewölbekeller, der obere Teil ist oberirdisch
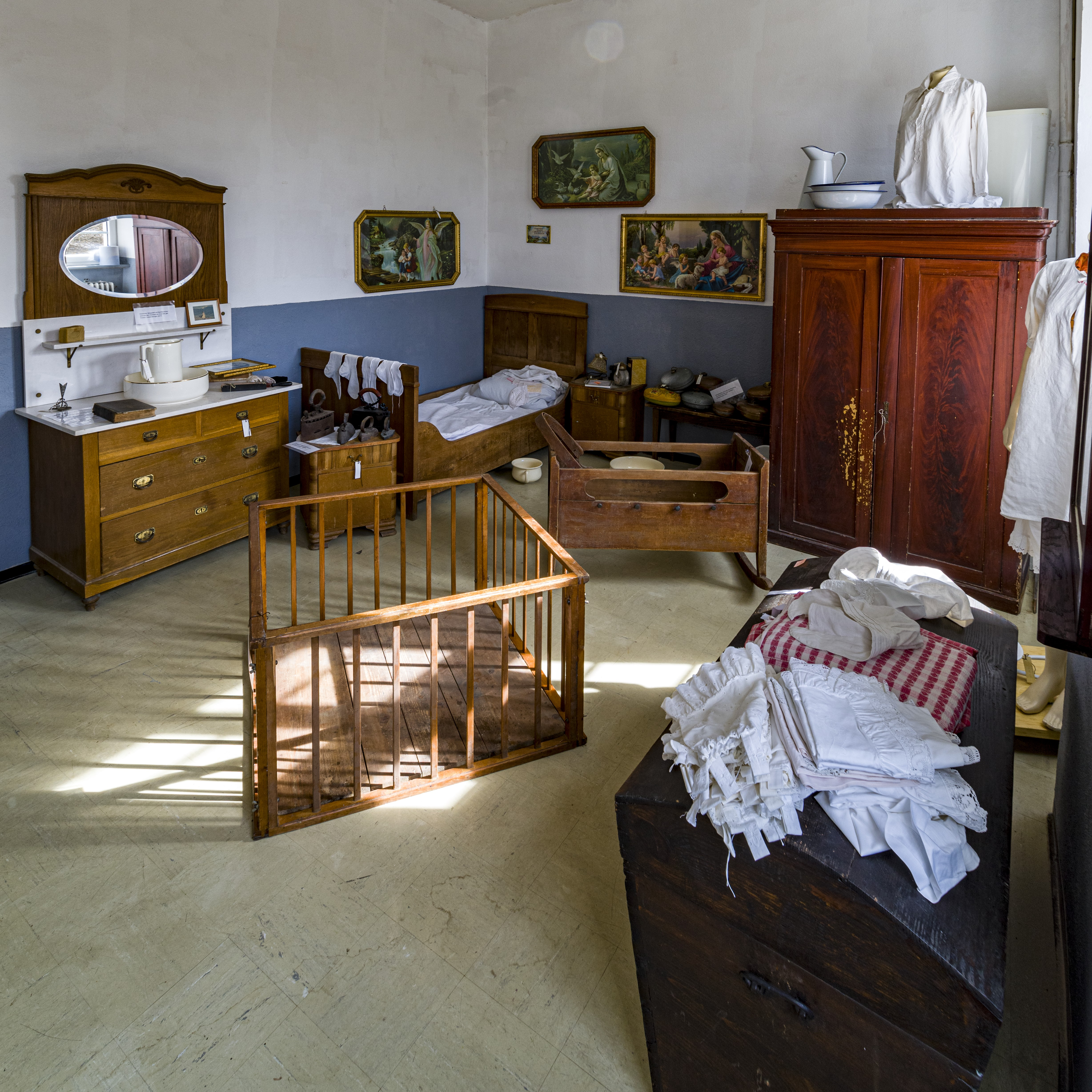
Ein Wohnraum zeitgerecht eingerichtet